# Hoppental
Hoppental ist eine Wüstung auf der Gemarkung von Jungnau, einem Ortsteil der Stadt Sigmaringen im Landkreis Sigmaringen in Baden-Württemberg, Deutschland.

## Geographie
Die Reste der Siedlung Hoppental befinden sich im gleichnamigen Gewann, im Wald zwischen Jungnau und Hornstein, und sind über den Wanderweg von Sigmaringen nach Jungnau erreichbar, wenn man vor dem Steinbruch in östlicher Richtung abbiegt.

## Geschichte
Der Siedlungsort Hoppental wurde 1138 im Besitz des Klosters Zwiefalten sowie 1536 als Teil der Herrschaft Jungnau, die kurz davor an das Haus Fürstenberg gefallen war, urkundlich erwähnt. Dort befand sich auch ein hallstattzeitlicher Grabhügel mit Körperbestattung und Grabbeigaben (zwei Lanzenspitzen, zwei Bronzefußringe, zwei Bronzearmringe mit Stempelende, Bronzefußzierfibel, Bronzefibel mit Fußplatte), was auf ein gemischtes Männer- und Frauengrab hindeutet.
Im Jahr 1887 bestand die Siedlung noch aus vier Höfen. 1920 wurde sie wegen Wassermangels aufgegeben. Der letzte Bewohner verließ Hoppental 1927. Walther Genzmer, der Landeskonservator für die preußische Provinz Hohenzollerische Lande, nennt die Höfe in seinem Werk Die Kunstdenkmäler Hohenzollerns von 1939 als noch existent.
Heute zeugen von der abgegangenen Siedlung nur noch überwucherte Mauerreste und ein ausgemauerter Brunnen.